# Grave (Patriziergeschlecht)
Grave bzw. Grafe war der Name einer Leinwandhändlerfamilie in Osnabrück.

## Bedeutung
Die Familie Grave war eine Leinwandhändlerfamilie (siehe Gewandschneider) in Osnabrück, deren Herkunft ungeklärt ist. Einer Familienüberlieferung zufolge käme die Familie 1435 aus Böhmen und Mähren, wie es in den Leichenpredigten von Heinrich Grave und seinem Sohn heißt, womit der Stammvater Eberhard Grave allem Anschein nach ein versprengter Hussit gewesen wäre, jedoch ist die Herkunft weiter umstritten, da in Osnabrück schon früher Graves gelebt haben. Gerd Grave war Wandmacher (Gewandschneider) in der „Großen Straße“ in Osnabrück und dessen Sohn, Eberhard Grave, war Patrizier der Stadt Osnabrück und Gildemeister der Tuch- und Leinwandhändler in Osnabrück sowie selbst Leinwandhändler. Er war der Großvater des Gerhard Grave. Die Familie stellte in den darauf folgenden Jahren mindestens drei Bürgermeister von Osnabrück sowie einen von Hamburg. Um 1620 wurden unter anderem die Familie Grave sowie die Familie Schlaff, beides bedeutende Leinwandhändlerfamilien, infolge des Rekatholisierungsversuchs des Bischofs Franz Wilhelm von Wartenberg im Bistum Osnabrück aus der Stadt vertrieben.